# SBC長野ラジオ放送所
SBC長野ラジオ放送所（エスビーシーながのラジオほうそうじょ）は、長野県長野市にある信越放送の中波放送基幹放送所である。

## 概要
- 当放送所は長野市屋島231-1に置かれ、北信地方の大部分に電波を送信している。
  - かつては長野市吉田の同社の旧本社敷地内に置局されていたが、送信空中線の老朽化および本社の移転計画に伴い2004年10月より現在の住所に移転。
- なお、NHK長野放送局の第1、第2放送は、NHK富竹ラジオ放送所から送信している。

## 中継局概要
| 放送局名    | 周波数  | コールサイン | 空中線電力 | 放送対象地域 | 放送区域内世帯数 | 開局日        |
| ----------- | ------- | ------------ | ---------- | ------------ | ---------------- | ------------- |
| SBC信越放送 | 1098kHz | JOSR         | 5kW        | 長野県       | 約-世帯          | 1952年3月27日 |